# غراند تافي
غراند تافي (بالإنجليزية: Grand Tavé)‏ هو أحد جبال سلسلة جبال الألب بينيني وجزء من القمة الأم Tavé des Chasseurs يقع في كانتون فاليز، سويسرا. يبلغ ارتفاع الجبل حوالي 3158 متر، بينما يبلغ ارتفاع نتوء الجبل 40 متر.